# Saint-Amand-en-Puisaye
Saint-Amand-en-Puisaye är en kommun i departementet Nièvre i regionen Bourgogne-Franche-Comté i de centrala delarna av Frankrike. Kommunen ligger i kantonen Saint-Amand-en-Puisaye som tillhör arrondissementet Cosne-Cours-sur-Loire. År 2022 hade Saint-Amand-en-Puisaye 1 211 invånare.

## Befolkningsutveckling
Antalet invånare i kommunen Saint-Amand-en-Puisaye
| Referens: INSEE |